# 新飛球法則
新飛球法則とは、トラックマンなどの弾道解析器やDプレーンといった理論の誕生により、ゴルフにおける旧来の飛球法則を覆して生み出された新たな飛球法則である。

## 旧来のゴルフの飛球法則
打ち出し方向　：　スイング軌道により決まる
ボール曲がり　：　インパクト時のフェースの向きにより決まる

## 新飛球法則
打ち出し方向　：　インパクト時のフェースの向きにより決まる
ボール曲がり　：　スイング軌道により決まる
| 打球             | 打ち出し方向     | フェースの向き |
| ---------------- | ---------------- | -------------- |
| プルフック       | インサイドアウト | クローズ       |
| プル             | インサイドイン   | クローズ       |
| プルスライス     | アウトサイドイン | クローズ       |
| ドロー           | インサイドアウト | ストレート     |
| ストレート       | インサイドイン   | ストレート     |
| フェード         | アウトサイドイン | ストレート     |
| プッシュフック   | インサイドアウト | オープン       |
| プッシュ         | インサイドイン   | オープン       |
| プッシュスライス | アウトサイドイン | オープン       |

旧来の飛球法則とは正反対ともいえる法則性のため、色々な飛球が出てしまうアマチュアゴルファーは自身のショットに対する正しい原因や対策を知っておかないと全く意図しない打球を頻発することになってしまうので、注意が必要である。